# Province de Badajoz
La province de Badajoz (en espagnol : Provincia de Badajoz) est une des deux provinces de la communauté autonome d'Estrémadure, dans le sud-ouest de l'Espagne. Sa capitale est la ville de Badajoz.

## Géographie
La province de Badajoz est située au sud de la communauté autonome. Elle couvre une superficie de 21 766 km2, ce qui en fait la province espagnole la plus étendue.
La province de Badajoz est bordée au nord par la province de Cáceres, au nord-est par les provinces de Tolède et de Ciudad Real (communauté autonome de Castille-La Manche), au sud-est par la province de Cordoue et au sud par les provinces de Séville et de Huelva (ces trois dernières dans la communauté autonome d'Andalousie) et à l'ouest par le Portugal.
Sur le territoire de la province se trouve la ville de Mérida, qui est la capitale de la communauté autonome d'Estrémadure. 
Parfois, le terme Baja Extremadura (« Basse-Estrémadure ») peut être utilisé par opposition à l'autre province d'Estrémadure, la province de Cáceres, alors appelée Alta Extremadura (« Haute-Estrémadure »).

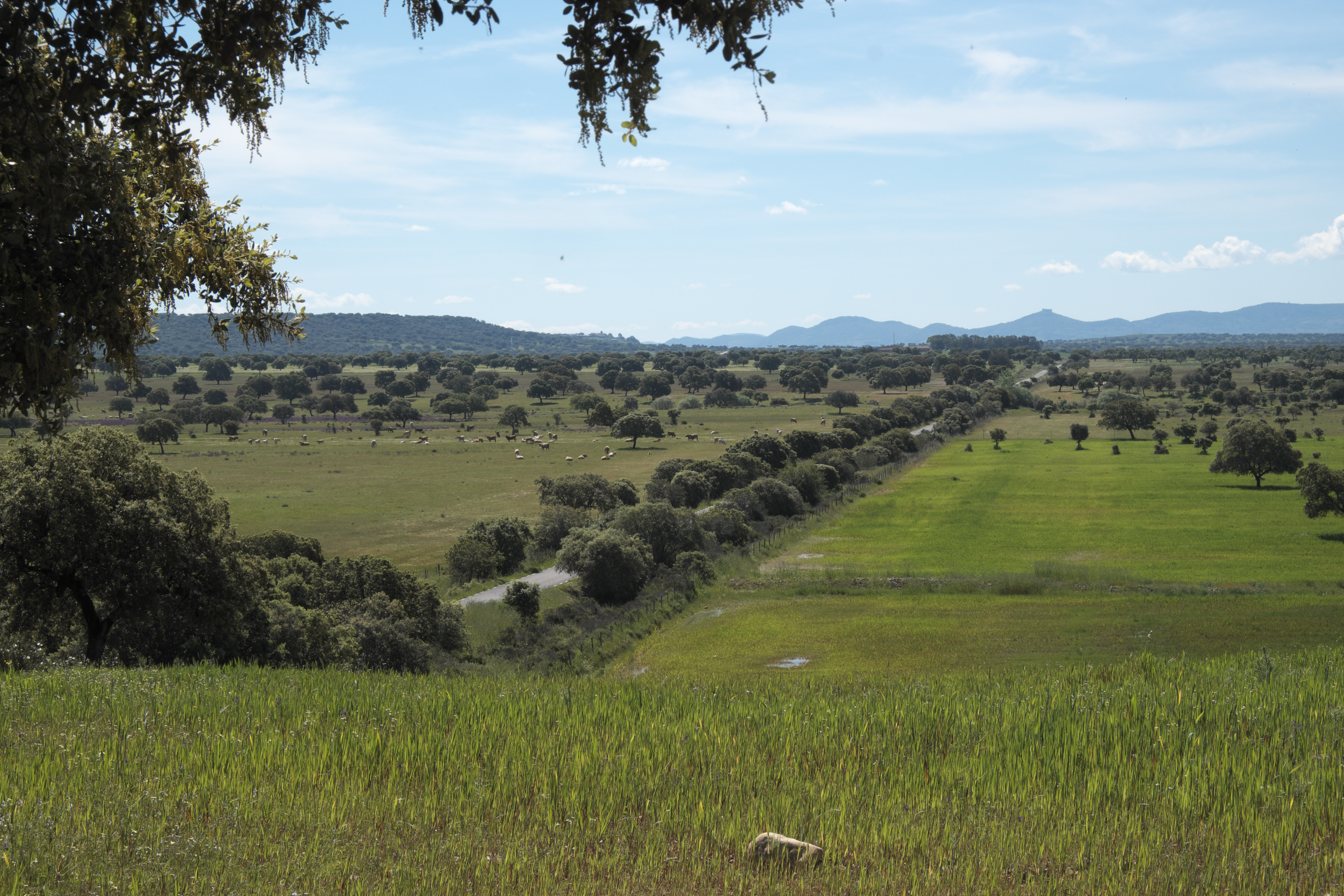
Paysage de La Siberia au nord-est de la province.

## Subdivisions

### Comarques
La province est subdivisée en 12 comarques :
- Albuquerque
- Campiña Sur
- Las Vegas Altas
- Jerez de los Caballeros
- La Serena
- La Siberia
- Mérida
- Llanos de Olivenza
- Tentudía
- Tierra de Badajoz
- Tierra de Barros
- Zafra-Río Bodión

### Communes
La province compte 164 communes (municipios en espagnol).